# Sericania swatensis
Sericania swatensis är en skalbaggsart som beskrevs av Ahrens 2004. Sericania swatensis ingår i släktet Sericania och familjen Melolonthidae. Inga underarter finns listade i Catalogue of Life.